# Gypona spinifera
Gypona spinifera är en insektsart som beskrevs av Spångberg 1878. Gypona spinifera ingår i släktet Gypona och familjen dvärgstritar. Inga underarter finns listade i Catalogue of Life.